# Вальдес, Эдгар
Эдгар Вальдес Вильяреаль, известен как «Барби», «Команданте» и «Геро» (исп. Edgar Valdez Villarreal; род. 11 сентября 1973 года, Техас) — америко-мексиканский наркобарон. Эдгар Вальдес являлся одним из лидеров наркокартеля Бельтран Лейва и Лос-Негрос. Власти США обещали награду в два миллиона долларов тому, кто предоставит информацию, способствующую аресту Эдгара Вальдеса.
В августе 2010 года был арестован. Ему инкриминировано распространение наркотиков, убийства и др. 